# Národní třída (métro de Prague)
Národní třída est une station de métro à Prague, en Tchéquie. Située sur la ligne B du métro de Prague entre Karlovo náměstí et Můstek, elle est ouverte depuis le 2 novembre 1985.